# 新界區專線小巴108A線
新界區專線小巴108A線是由新彩投資有限公司營辦的一條綠色專線小巴路線，由彩明苑來往坑口（北）將軍澳醫院。

## 簡介
本路線提供調景嶺、尚德來往坑口的專線小巴服務，於2005年4月29日起投入服務，以取代客量稀少的新巴796線，並繞經維景灣畔、健明邨及將軍澳中心。
本路線開辦時，由於將軍澳寶順路/將軍澳隧道公路及環保大道交匯處正進行工程，因此來回程需取道寶邑路，並在寶順路掉頭，直至該交匯處於2005年12月竣工後，才改經寶順路往來將軍澳南，與九巴296M線競爭。
本路線一直以調景嶺站作總站，由於與該總站一街之隔的彩明公共運輸交匯處一直空置，為善用資源，2010年11月22日起遷往彩明商場地下的彩明公共運輸交匯處，但為了照顧維景灣畔居民，來回程仍會繞經維景灣畔一段的翠嶺路。

## 歷史
- 2005年4月29日：投入服務，取代客量欠佳的新巴796線。
- 2010年11月22日：本線總站由調景嶺站公共運輸交匯處遷往彩明公共運輸交匯處 。[3]
- 2011年11月6日：調整票價，全程收費由$4.0調整至$4.4。[4]
- 2012年9月1日：因應18及108M取消，本線增加3輛小巴行走並加密班次。
- 2014年6月8日：調整票價，全程收費由$4.4調整至$4.8，並設一個月八達通票價優惠，全程及分段收費分別為$4.4及4.0。[5]

## 服務時間、班次及收費
此路線的服務時間為每日上午6時正至翌日凌晨零時正，班次約6至15分鐘一班。此路線之全程收費為$5.7，並設有兩段收取$5.2的雙向分段收費（尚德廣場往來坑口（北）、彩明）。

## 行車路線
彩明開經：彩明街、景嶺路、翠嶺路、景嶺路、唐明街、唐俊街、唐德街、唐賢街、寶邑路、寶康路、靈康路、寶順路、寶寧路、常寧路、重華路、培成路、常寧路及寶寧路。
坑口（北）開經：寶寧路、常寧路、重華路、培成路、常寧路、寶寧路、寶順路、唐明街、唐俊街、寶邑路、唐賢街、唐明街、景嶺路、彩明街、景嶺路、翠嶺路、景嶺路及彩明街。

### 沿線車站
註：下表的「車站名稱」按鄰近地標或街道而定，並非小巴公司官方站名。
| 彩明苑開 | 彩明苑開                          | 彩明苑開           | 坑口（北）開 | 坑口（北）開                                       | 坑口（北）開       |
| 序號     | 車站名稱                          | 位置               | 序號         | 車站名稱                                           | 位置               |
| -------- | --------------------------------- | ------------------ | ------------ | -------------------------------------------------- | ------------------ |
| 1        | 彩明小巴總站                      | 彩明公共運輸交匯處 | 1            | 坑口（北）小巴總站 （將軍澳醫院）                  | 坑口（北）巴士總站 |
| 2        | 彩明商場                          | 彩明街             | 2            | 明德邨 （顯明苑）                                  | 寶寧路             |
| 3        | 維景灣畔                          | 翠嶺路             | 3            | 厚德商場                                           | 重華路             |
| 4        | 善明邨                            | 翠嶺路             | 4            | 南豐廣場 （坑口站）                                | 培成路             |
| 5        | 匯知中學                          | 翠嶺路             | 5            | 厚德邨德富樓                                       | 寶寧路             |
| 6        | 尚德廣場                          | 唐明街             | 6            | 將軍澳游泳池                                       | 寶順路             |
| 7        | 佛教志蓮小學                      | 唐俊街             | 7            | 尚德廣場                                           | 唐明街             |
| 8        | 將軍澳中心                        | 唐德街             | 8            | 佛教志蓮小學                                       | 唐俊街             |
| 9        | 將軍澳廣場                        | 寶邑路             | 9            | 寶盈花園 （將軍澳站、PopCorn）                     | 寶邑路             |
| 10       | 富康花園                          | 寶康路             | 10           | 將軍澳中心 （將軍澳天主教小學）                    | 唐賢街             |
| 11       | 廣明苑                            | 寶康路             | 11           | 彩明苑彩富閣                                       | 景嶺路             |
| 12       | 靈實醫院                          | 靈康路             | 12           | 彩明商場                                           | 彩明街             |
| 13       | 將軍澳游泳池                      | 寶順路             | 13           | 健明邨 （若有乘客揚聲下車將會停站）                | 景嶺路             |
| 14       | 厚德邨                            | 寶寧路             | 14           | 善明邨 （若有乘客揚聲下車將會停站）                | 翠嶺路 彩明街      |
| 15       | 厚德商場                          | 重華路             | 15           | 維景灣畔 （調景嶺站） （若有乘客揚聲下車將會停站） | 翠嶺路             |
| 16       | 南豐廣場 （坑口站）               | 培成路             | 16           | 彩明小巴總站                                       | 彩明公共運輸交匯處 |
| 17       | 富寧花園                          | 寶寧路             |              |                                                    |                    |
| 18       | 坑口（北）小巴總站 （將軍澳醫院） | 坑口（北）巴士總站 |              |                                                    |                    |

## 用車
此路線與19S線共用8輛豐田Coaster小巴。

## 使用狀況
本線主要方便調景嶺及將軍澳市中心居民來往坑口購物、上下課，以及前往靈實醫院和將軍澳醫院探病的人。但本線路線迂迴，而且沿線已有港鐵及多條區內巴士路線可以選擇，加上由尚德或將軍澳廣場前往坑口亦可以步行前往，因此客量一般。其次，本線只會在繁忙時間以常規班次開出，而其時段則至少25至35分鐘一班車。故此會出現乘客即使在總站等候，但亦沒有班次開出的情況。